# Maximilian Schüttemeyer
Maximilian Schüttemeyer (* 28. Juni 1993 in Ibbenbüren) ist ein deutscher Handballspieler.

## Karriere
Schüttemeyer wechselte 2010 zum TV Emsdetten, nachdem er bis dahin bei der Ibbenbürener Spvg spielte. Seit 2011 stand der 2,03 Meter große Rückraumspieler im Kader der 1. Mannschaft, die zu der Zeit in der 2. Handball-Bundesliga spielte. Parallel lief er weiterhin in der Emsdettener A-Jugend-Mannschaft auf.  Zur Saison 2013/14 gelang ihm mit dem TVE der Aufstieg in die 1. Liga.
Nachdem er seit Februar 2014 per Zweitspielrecht für den Drittligisten HF Springe spielte, löste er seinen Vertrag beim TVE und unterzeichnete einen Zweijahresvertrag in Springe. Mit Springe stieg er 2015 in die 2. Bundesliga auf. Im Sommer 2018 wechselte er zum deutschen Oberligisten TSG Altenhagen-Heepen. Seit 2020 spielt er für den TuS Spenge.